# Allium unifolium
Allium unifolium är en amaryllisväxtart som beskrevs av Albert Kellogg. Allium unifolium ingår i släktet lökar, och familjen amaryllisväxter. Inga underarter finns listade i Catalogue of Life.

## Bildgalleri

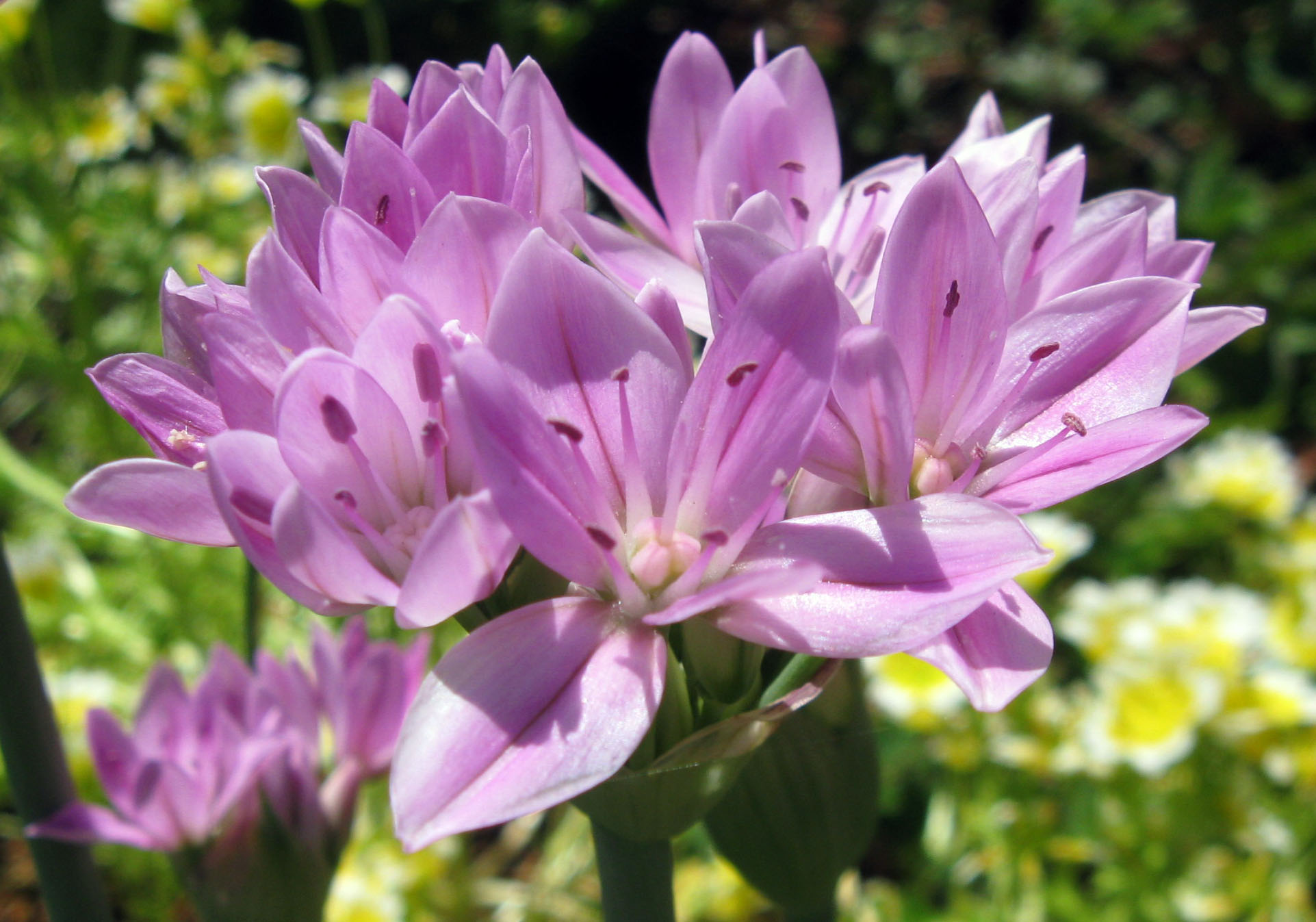
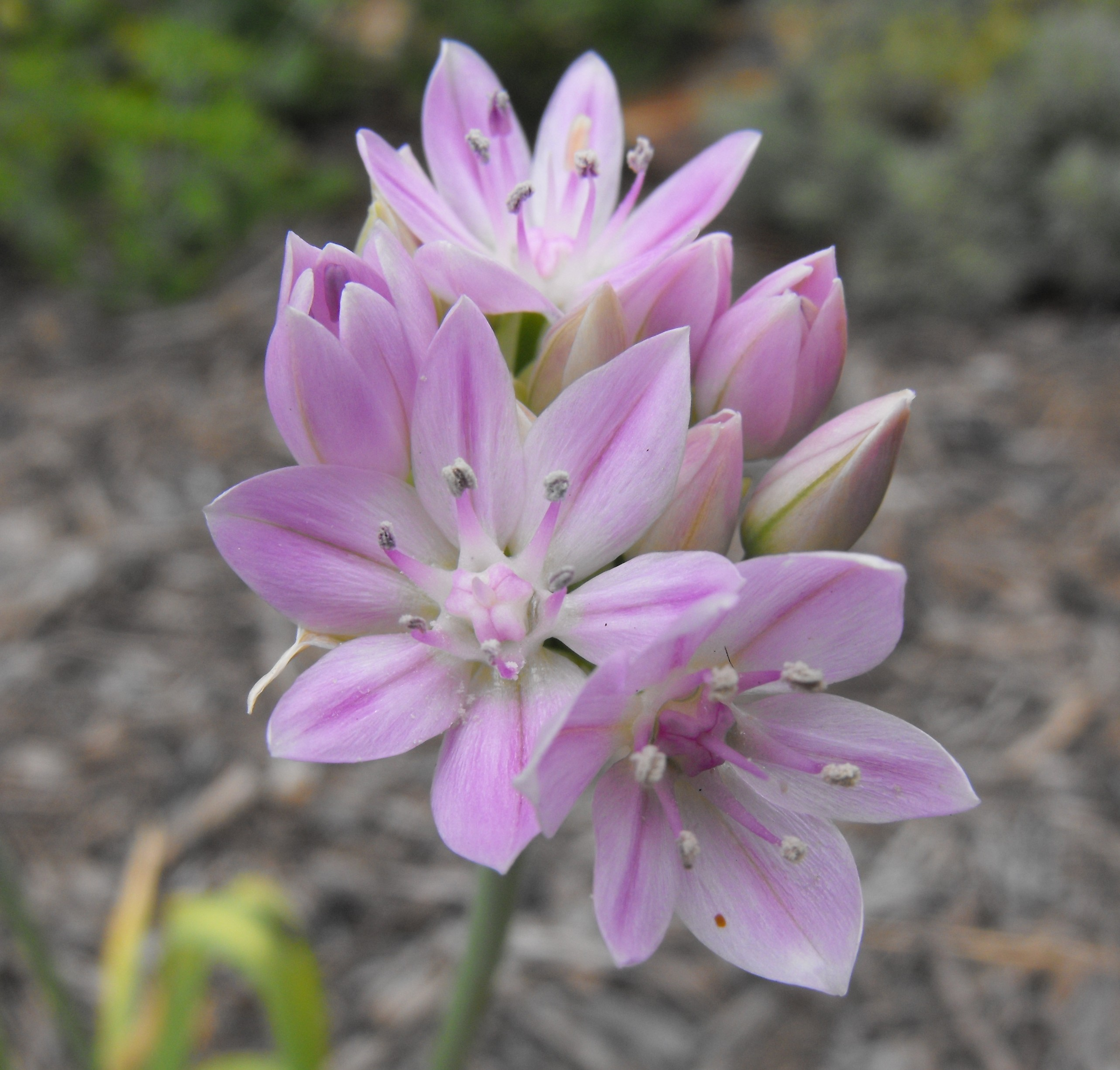